# Baronie Rode

Wapen van de baronnen van Rode

De baronie Rode, in het Land van Aalst had als foncier (het deel dat de heer rechtstreeks in eigendom had) de dorpsheerlijkheid van Schelderode en omvatte verder de parochies en heerlijkheden Balegem, Bavegem, Beerlegem, Bottelare, Gentbrugge, Gijzenzele, Gontrode, Landskouter, Letterhoutem, Melle, Melsen, Moortsele, Munte, Oosterzele, Scheldewindeke en Vlierzele die er van in leen werden gehouden. Al deze heerlijkheden waren gerechtelijk zelfstandig, maar stonden fiscaal en bestuurlijk onder de baronie, die in 1682 tot markizaat verheven werd.

## Ontstaansgeschiedenis
De kern van deze oude baronie van het Land van Aalst was gelegen te Rode, later Schelderode geheten, bakermat van een geslacht dat er de naam van droeg. De oudst bekende telg, Iderus van Rode, leefde omstreeks 1101.
Zijn nazaat Radolf, die leefde in de eerste helft van de 13e eeuw, was niet alleen heer van Rode, maar schijnt ook de heerlijke rechten te hebben uitgeoefend over Balegem, Bavegem, Beerlegem, Gijzenzele, Letterhoutem, Moortsele, Oosterzele, Scheldewindeke en Vlierzele.  Op 27 oktober 1216 ruilden Johanna, gravin van Vlaanderen en Henegouwen, en haar echtgenoot Ferrand van Portugal de feodale rechten op hun domeinen Bottelare, Gentbrugge, Gontrode, Landskouter, Melle, Melsen, Munte en Schelderode aan Radolf van Rode af, in ruil voor de rechten die deze laatste te Merelbeke en Niepkerke bezat. Radolf was op dat moment reeds heer van Balegem, Bavegem, Beerlegem, Gijzenzele, Letterhoutem, Moortsele, Oosterzele, Scheldewindeke en Vlierzele. Zo ontstond de baronie Rode, in leen gehouden van de graaf van Vlaanderen en samengesteld uit zeventien parochies.

## De verdere baronnen van Rode
Rond 1300 trouwde Oda, dochter van Amelrik van Rode, met Zeger van Kortrijk en bracht daarbij de baronie als bruidsschat aan. Omstreeks het midden van de 14e eeuw ging het Land van Rode langs dezelfde weg over aan de familie Van Gistel, maar raakte nadien op de een of andere manier terug aan de graven Vlaanderen : de 17 parochies van het Land kwamen tussen 1320 en 1331 aan Robrecht van Kassel († 1331), tweede zoon van Robrecht III van Béthune, graaf van Vlaanderen.
Robrechts zoon Jan van Kassel overleed jong, waardoor de volledige erfenis ging naar zijn zuster Johanna van Kassel gezeid van Vlaanderen, echtgenote van graaf Hendrik IV van Bar, die door zijn huwelijk ook burggraaf van Kassel was. In 1410 werd hun zoon Robrecht, burggraaf van Kassel en heer van Bar, ook baron van Rode. Zijn nazate Johanna, vrouwe van Bar, Kassel en Rode, huwde met Lodewijk van Luxemburg, graaf van Saint-Pol.
Maria van Luxemburg, gravin van Saint-Pol, bracht het Land van Rode als huwelijksgift aan Frans van Bourbon, hertog van Vendôme, die het evenwel doorverkocht aan de graven van Namen.
In 1537 was Hendrik van Nassau heer van het domein; tien jaar later ging de titel echter terug naar het huis Bourbon : in 1547 mocht Anton van Bourbon zich baron van Rode noemen.  Zijn zoon, koning Hendrik IV van Frankrijk, verkocht de baronie in 1602 aan Simon Rodriguez de Evora, aan wie de aartshertogen Albrecht en Isabella het jaar daarop de titel “baron van Rode” toekenden”.
Simon werd opgevolgd door zijn zoon Simon II en na diens dood door zijn neef Lupus Maria (Lopez), zoon van zijn zuster doña Gratia, echtgenote van Francisco de Vega, waarna de familie naar Spaanse gewoonte Rodriguez d'Evora y Vega  ging heten. Simon II liet oorspronkelijk het Land van Rode na aan zijn zuster Gratia, maar zij overleed voor hem, nl. in 1660, zodat haar zoon en erfgenaam Lupus Maria baron van Rode werd.
Lupus Maria werd op 14 juli 1682 door koning Karel II van Spanje tot markies van Rode verheven.  Charles-Joseph-Antoine Rodriguez de Evora y Vega was de laatste feodale heer van Rode.